# Tõrvase
Tõrvase es una aldea situada en el municipio de Valga, en el condado de Valga, Estonia. Tiene una población estimada, en 2021, de 4 habitantes.
Está ubicada al sur del condado, cerca del nacimiento del río Väike Emajogi y de la frontera con el condado de Võru y con Letonia. 